# Rogahner Straße

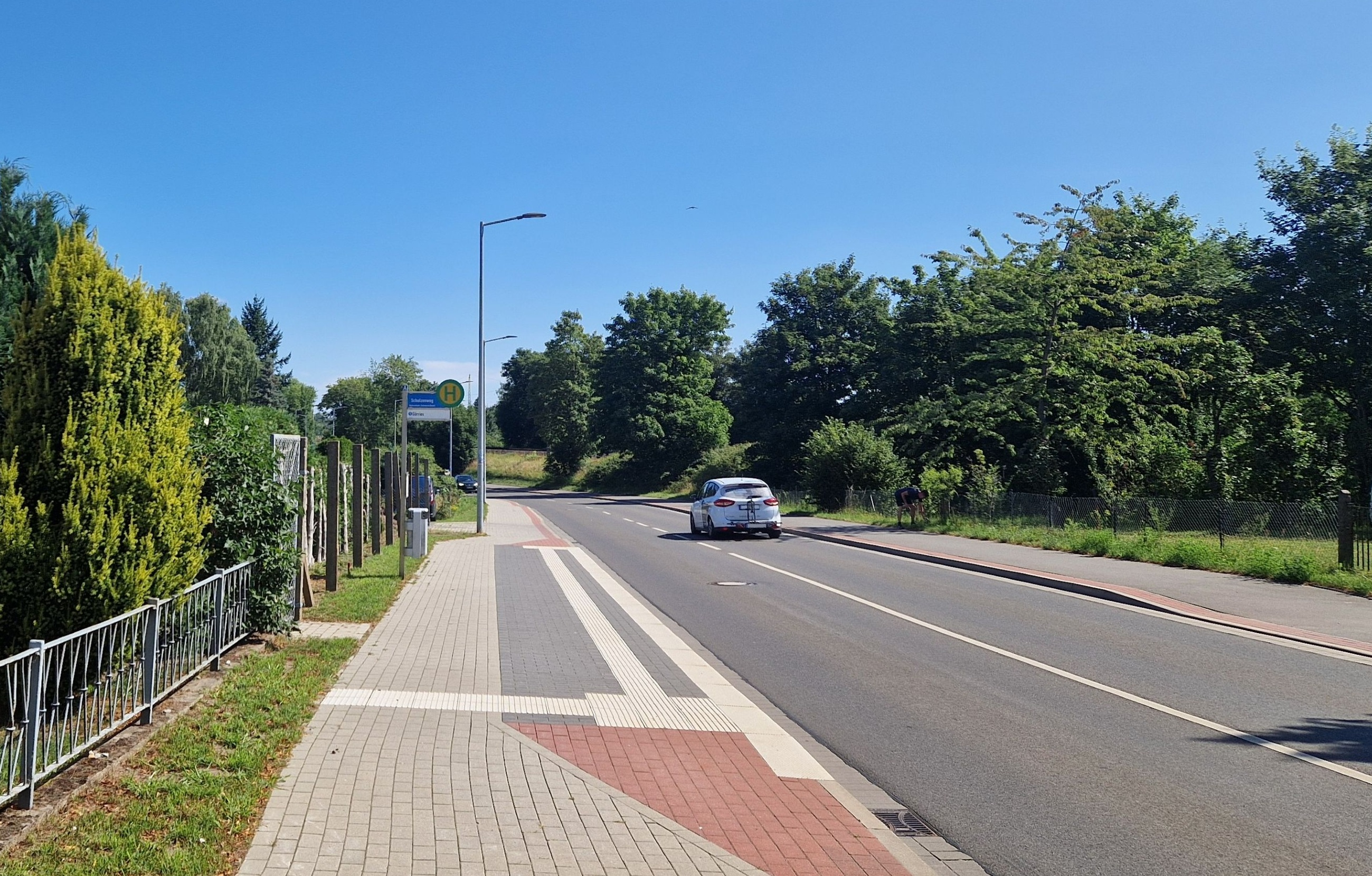
Rogahner Straße, Haltestelle Schulzenweg

Die Rogahner Straße ist eine 3100 Meter lange Zufahrtsstraße in Schwerin, Stadtteile Feldstadt und Görries.
Die Straße führt in Nordost-Südwestrichtung vom Obotritenring / Ostorfer Ufer zur Straße Fasanenhof und zu den Gemeinden bzw. Orten Klein Rogahn, Groß Rogahn sowie Stralendorf und zur Landstraße L 042.

## Nebenstraßen
Die Neben- und Anschlussstraßen wurden benannt als Obotritenring nach dem elbslawischen Stammesverband der Abodriten als frühe Bewohner von Mecklenburg, Ostorfer Ufer nach dem Ostorfer See, unbenannter Weg, Breite Straße, Schulzenweg, Bundesstraße 106, Handelsstraße, Anthony-Fokker-Straße nach dem Flugzeughersteller Anton Herman Gerard Fokker (1890–1939) der von 1913 bis 1919 seine Flugzeugfabrik in Schwerin betrieb, Otto-Weltzien-Straße nach dem Oberbürgermeister (1919–1926) von Schwerin, Zeppelinstraße nach dem Starrluftschiff, Am Fasanenhof und Fasanenhof.

## Geschichte

### Name
Die Straße erhielt ihren Namen von der benachbarten Gemeinde Klein Rogahn, die rund 1300 Einwohner zählt und erstmals 1345 als Groß Rogahn erwähnt wurde.

### Entwicklung
Als Großherzog Paul Friedrich ab 1837 begann, den herzoglichen Hof von Ludwigslust wieder nach Schwerin zu verlegen, erweiterte sich die Stadt nach Süden und Westen; die Feldstadt wurde 1840/41 Vorstadt von Schwerin und Görries 1917 eingemeindet. Seit den 1920er Jahren entwickelte sich in Görries am ehemaligen Flugplatz Schwerin-Görries eines der ältesten Gewerbegebiete der Stadt.
Durch den Nahverkehr Schwerin GmbH (NVS) wird die Straße mit den Buslinien 5 und 16 erschlossen.
Nachdem bei der Neugestaltung der Rogahner Straße von 2018 bis 2019 ein erster Bauabschnitt fertiggestellt wurde, erhielt die Stadt 2020 vom Infrastrukturministerium einen Zuschuss für den weiteren Ausbau vom Schulzenweg bis zum Obotritenring.

## Gebäude, Anlagen (Auswahl)
An der Straße stehen zumeist ein- bis zweigeschossige Gebäude, einige davon stehen unter Denkmalschutz.
- An der Ecke Rogahner Straße / Obotritenring war bis um 1990 einer der beiden Intershops von Schwerin
- Östlich der Straße liegen zweigleisig die Bahnstrecke Schwerin–Parchim, Bahnstrecke Hagenow Land–Schwerin und Bahnstrecke Ludwigslust–Wismar, die weiter nach Berlin und Hamburg führen.
- Westlich und östlich befinden sich Kleingartengebiete
- Der durch die Straße geteilte Ostorfer See hat eine Fläche von 2,089 km² und eine Tiefe von 2 bis 5 Meter
- Rogahner Straße Nr. 10 (vorher Häuslerei 43): Badeanstalt Marienhöhe 1895–1955
- Rogahner Straße Nr. 16: 1-gesch. Restaurant See Idyll
- Rogahner Straße Nr. 20: 1- und 3-gesch. Adaptionshaus Am Ostorfer See der Evangelischen Suchtkrankenhilfe Mecklenburg-Vorpommern
- Unterführung der Bundesstraße 106, die als vierspurige Umgehungsstraße von Schwerin nach Wismar führt
- Beidseitig, zumeist südlich, liegt seit 1954 das Gewerbe- und Industriegebiet Görries für Großhandels- und Lagerbetriebe, Bau- und Baumaterialienindustrie sowie die von 1958 bis etwa 1991 bestehenden Produktionsgenossenschaft (PGH) Lederwaren und GHG Haushaltswaren. Nach 1991 haben sich eine Vielfalt von Gewerbe-, Verkaufs- und Freizeiteinrichtungen angesiedelt[2]
- Nördlich der Straße – erreichbar über die Zeppelinstraße – liegt das Gelände des ehemaligen  Fliegerhorsts Görries (D), der von 1934 bis 1945 von der deutschen Luftwaffe genutzt wurde.